# Sân vận động José Pachencho Romero
Sân vận động José Encarnación "Pachencho" Romero (tiếng Tây Ban Nha: Estadio José Encarnación "Pachencho" Romero) là một sân vận động thể thao ở Maracaibo, thủ phủ của bang Zulia, Venezuela. Sân vận động có sức chứa 40.800 khán giả. Sân ban đầu được bao quanh bởi cả đường chạy điền kinh và đường đua xe đạp bằng bê tông, sau này được thay thế bằng khán đài mới cho Cúp bóng đá Nam Mỹ 2007.

## Cúp bóng đá Nam Mỹ 2007
Sân vận động là một trong những địa điểm của Cúp bóng đá Nam Mỹ 2007, và đã tổ chức các trận đấu sau:
| Ngày                | Thời gian (EDT) | Đội #1    | Kết quả                | Đội #2    | Vòng      |
| ------------------- | --------------- | --------- | ---------------------- | --------- | --------- |
| 28 tháng 6 năm 2007 | 18:30           | Paraguay  | 5–0                    | Colombia  | Bảng C    |
| 28 tháng 6 năm 2007 | 20:45           | Argentina | 4–1                    | Hoa Kỳ    | Bảng C    |
| 2 tháng 7 năm 2007  | 20:45           | Argentina | 4–2                    | Colombia  | Bảng C    |
| 10 tháng 7 năm 2007 | 20:50           | Uruguay   | 2–2 (h.p.) (4–5 ph.đ.) | Brasil    | Bán kết   |
| 15 tháng 7 năm 2007 | 17:05           | Brasil    | 3–0                    | Argentina | Chung kết |